# Asplenium ensiforme
Asplenium ensiforme là một loài thực vật có mạch trong họ Aspleniaceae. Loài này được Wall. ex Hook. & Grev. miêu tả khoa học đầu tiên năm 1828.